# 101 Kompania Amunicyjna
101 Kompania Amunicyjna – pododdział służby materiałowej Armii Polskiej na Wschodzie.

## Historia kompanii
Kompania została sformowana z dniem 20 listopada 1942 przy Batalionie Zapasowym Armii na podstawie rozkazu nr 24/42 dowódcy Etapów Armii Polskiej na Wschodzie. Zgodnie z rozkazem organizacyjnym kompania miała liczyć 2 oficerów i 50 szeregowców, zorganizowanych w dwa plutony. Do czasu przybycia por. Bolesława Wachalskiego organizatorem i pełniącym obowiązki dowódcy kompanii był ppor. Bolesław Domański. W grudniu 1942 roku pododdział został przydzielony do Głównej Składnicy Materiałowej Armii, rozlokowanej w pobliżu m. Mułła-Azis, w rejonie Khánaqín. 7 grudnia 1942 roku ppor. Domański z 1 plutonem (26 szeregowców) wyjechał do 211 Ind. A.A.D. w m. Al Mussaib, około 40 km od Bagdadu, w celu odbycia praktyki amunicyjnej. 3 stycznia 1943 roku na praktykę do Al Mussaib wyjechał dowódca kompanii z 2 plutonem. W lutym 1943 roku na stacji kolejowej Khánaqín żołnierze kompanii wyładowywali amunicję przeznaczoną dla brytyjskiej składnicy amunicyjnej. W marcu 1943 roku, w ramach reorganizacji armii, kompania została rozwiązana. Z żołnierzy kompanii utworzony został pluton amunicyjny, który wszedł w skład 350 Kompanii Materiałowej Stacji Zaopatrywania. W lipcu 1943 roku stan ewidencyjny plutonu amunicyjnego liczył 7 oficerów oraz 65 podoficerów i szeregowców.
Obsada personalna kompanii w lutym 1943
- dowódca kompanii – por. Bolesław Wachalski (od 15 XII 1942)
- zastępca dowódcy kompanii – ppor. Bolesław Domański
- st. sierż. Józef Oziębłowski
- st. sierż. Zygmunt Bonhard
- st. maj. wojsk. Franciszek Morsztyński
- sierż. Zygmunt Bogusz